# Julius Plaichinger
Julius Plaichinger (* 2. Januar 1892 in Spalato, Dalmatien; † nach 1937) war ein österreichisch-deutscher Offizier und SS-Führer.

## Leben
In seiner Jugend besuchte Plaichinger die Volksschule in Knittelfeld und das Gymnasium in Kärnten. Von 1906 bis 1910 wurde er an der Kadettenschule in Heimburg ausgebildet. 1910 trat er als Fähnrich in ein Pionierbataillon in Przemyśl in Galizien ein, wo er 1912 zum Leutnant befördert wurde.
Im Ersten Weltkrieg kämpfte Plaichinger von 1914 bis 1915 mit der k.u.k.-Armee an der russischen Front, anschließend bis 1916 in Serbien, Albanien, Mazedonien und dann von 1916 bis 1918 an der italienischen Front. Im Krieg wurde er 1916 zum Oberleutnant und 1918 zum Hauptmann befördert. Nach einem Intermezzo in italienischer Gefangenschaft bis 1919 war Plaichinger bis 1920 im Offiziersgrenzschutz an der österreichischen Grenze zu Ungarn und dann bis 1921 bei der österreichischen Volkswehr tätig.
Nach einer vorübergehenden Pensionierung gehörte Plaichinger noch bis 1923 dem Pionierbataillon Graz des Österreichischen Bundesheeres an. Als er 1923 aus diesem ausschied, siedelte er nach München über, wo er mit seinem Bruder Leopold Plaichinger (1889–1933; auch als Schriftsteller tätig, Nationalsozialist, Ehemann der Malerin Elfriede Coltelli) an chemischen Forschungsarbeiten zusammenarbeitete.
Zum 1. April 1933 trat Plaichinger der NSDAP bei (Mitgliedsnummer 1.665.183). Im Juli desselben Jahres wurde er Mitarbeiter des Sicherheitsdienstes der SS, in dem er schließlich bis in die Stellung des Wirtschaftsreferenten im SD-Amt (später SD-Hauptamt genannt) avancierte. Günther Deschner bezeichnet Plaichinger neben Werner Best, Walter Ilges, Carl Oberg, Paul Leffler und Wilhelm August Patin als einen von sechs Männern, die den „kleinen SD-Apparat im ersten Jahre der Macht“ bildeten.
Als das SD-Amt 1934 nach Berlin übersiedelte, blieb Patin aus privaten Gründen in München, wo er sich fortan als freier Mitarbeiter für den SD betätigte. Eine neue regulärere Stellung erhielt er im Kolonialpolitischen Amt der NSDAP.
Seinen höchsten Rang in der SS erreichte er am 12. September 1937 mit der Beförderung zum SS-Standartenführer (SS-Nummer 36.141).